# Ньюпорт-Ньюс
Ньюпорт-Ньюс (Нюпорт Нюз, англ. Newport News) — незалежне місто в США, у штаті Вірджинія. Населення — 186 247 осіб (2020).
Місто відоме в першу чергу як один з центрів американського суднобудування. У місті розташовуються верфі компанії Huntington Ingalls Industries — найбільше промислове підприємство в штаті Вірджинія за кількістю зайнятих.
Верф «Newport News Shipbuilding» компанії Northrop Grumman — одне з найбільших підприємств військового суднобудування США, де побудовані всі атомні авіаносці та значна частина атомних підводних човнів США.

## Географія
Ньюпорт-Ньюс розташований за координатами 37°4′34″ пн. ш. 76°31′18″ зх. д. / 37.07611° пн. ш. 76.52167° зх. д. (37.075978, -76.521719). За даними Бюро перепису населення США в 2010 році місто мало площу 309,44 км², з яких 177,97 км² — суходіл та 131,48 км² — водойми.

### Клімат
| Клімат : Ньюпорт-Ньюс | Клімат : Ньюпорт-Ньюс | Клімат : Ньюпорт-Ньюс | Клімат : Ньюпорт-Ньюс | Клімат : Ньюпорт-Ньюс | Клімат : Ньюпорт-Ньюс | Клімат : Ньюпорт-Ньюс | Клімат : Ньюпорт-Ньюс | Клімат : Ньюпорт-Ньюс | Клімат : Ньюпорт-Ньюс | Клімат : Ньюпорт-Ньюс | Клімат : Ньюпорт-Ньюс | Клімат : Ньюпорт-Ньюс | Клімат : Ньюпорт-Ньюс |
| Показник | Січ.                  | Лют.                  | Бер.                  | Квіт.                 | Трав.                 | Черв.                 | Лип.                  | Серп.                 | Вер.                  | Жовт.                 | Лист.                 | Груд.                 | Рік                   |
| Середній максимум, °C | 9,7                   | 11,6                  | 15,9                  | 21,7                  | 25,8                  | 30,1                  | 32,0                  | 30,8                  | 27,9                  | 22,5                  | 17,4                  | 11,9                  | 21,4                  |
| Середній мінімум, °C | −0,1                  | 0,3                   | 4,2                   | 8,8                   | 13,9                  | 19,1                  | 21,3                  | 20,4                  | 17,1                  | 10,9                  | 6,1                   | 1,4                   | 10,3                  |
| Середня кількість сонячних годин на місяць                                                                                               | 170,5                 | 178,0                 | 229,4                 | 252,0                 | 272,8                 | 279,0                 | 279,0                 | 260,4                 | 231,0                 | 207,7                 | 177,0                 | 161,2                 | 2697                  |
| Норма опадів, мм | 85                    | 76                    | 87                    | 85                    | 95                    | 97                    | 120                   | 136                   | 122                   | 88                    | 78                    | 86                    | 1155                  |
| Днів з опадами | 10,4                  | 9,5                   | 10,6                  | 10,1                  | 10,6                  | 9,9                   | 11,1                  | 10,1                  | 8,8                   | 7,6                   | 8,5                   | 9,8                   | 116,8                 |
| Днів зі снігом | 1,6                   | 1,3                   | 0,4                   | 0,1                   | 0                     | 0                     | 0                     | 0                     | 0                     | 0                     | 0                     | 0,5                   | 3,9                   |
| --- | --------------------- | --------------------- | --------------------- | --------------------- | --------------------- | --------------------- | --------------------- | --------------------- | --------------------- | --------------------- | --------------------- | --------------------- | --------------------- |
| Джерело: NOAA (temperature and total precipitation normals at Newport News Int'l, all others at Norfolk Int'l), HKO (sun only 1961—1990) |                       |                       |                       |                       |                       |                       |                       |                       |                       |                       |                       |                       |                       |

## Демографія
Згідно з переписом 2010 року, у місті мешкало 180 719 осіб у 70 664 домогосподарствах у складі 44 887 родин. Густота населення становила 584 особи/км². Було 76198 помешкань (246/км²).
Расовий склад населення:
| - 49,0 % — білих - 40,7 % — чорних або афроамериканців - 2,7 % — азіатів - 0,5 % — корінних американців - 0,2 % — вихідців з тихоокеанських островів - 2,7 % — осіб інших рас |

До двох чи більше рас належало 4,3 %. Іспаномовні складали 7,5 % від усіх жителів.
За віковим діапазоном населення розподілялося таким чином: 24,3 % — особи молодші 18 років, 65,1 % — особи у віці 18—64 років, 10,6 % — особи у віці 65 років та старші. Медіана віку мешканця становила 32,3 року. На 100 осіб жіночої статі у місті припадало 93,4 чоловіків; на 100 жінок у віці від 18 років та старших — 90,1 чоловіків також старших 18 років.
Середній дохід на одне домашнє господарство становив 63 145 доларів США (медіана — 50 077), а середній дохід на одну сім'ю — 72 627 доларів (медіана — 58 040). Медіана доходів становила 43 496 доларів для чоловіків та 33 399 доларів для жінок. За межею бідності перебувало 15,7 % осіб, у тому числі 24,1 % дітей у віці до 18 років та 7,7 % осіб у віці 65 років та старших.
Цивільне працевлаштоване населення становило 82 572 особи. Основні галузі зайнятості: освіта, охорона здоров'я та соціальна допомога — 22,4 %, роздрібна торгівля — 13,3 %, виробництво — 12,9 %.

## Міста-побратими
- Неяґава, Японія
- Тайчжоу, КНР
- Грайфсвальд, Німеччина

## Персоналії
- Скотт Дарлінг (*1988) — американський хокеїст, воротар.
- Мак-Кінлі Прайс (нар. 1949) — діючий мер міста.